# Félix Benavídez
Félix Benavides (Buenos Aires, 20 de noviembre de 1842-Buenos Aires, 28 de julio de 1929) fue un militar argentino. Fue combatiente de la guerra de la Triple Alianza y expedicionario del Desierto. Fue gobernador del Territorio Nacional de Río Negro entre el 19 de agosto de 1891 y el 19 de agosto de 1894.

## Trayectoria
Era hijo de Pedro Benavides, de origen chileno, y de la porteña Mercedes Bustamante. Egresó como Subteniente en 1861, y fue designado al cuidado de fortines. Combatió contra indios ranqueles a órdenes de Julio de Vedia en la Conquista del Desierto en 1863 y participó de la Guerra del Paraguay. De regreso a Buenos Aires, participó en la Gran Logia de Argentina. Nuevamente se incorporó a la lucha contra indígenas al mando de Ignacio Rivas y en el Chaco. En 1873 fue ascendido a Teniente coronel.
Fue ascendido a Coronel en 1886. Participó en 1869 contra el levantamiento del caudillo entrerriano Ricardo López Jordán. En 1890 fue ascendido por el presidente Carlos Pellegrini  a General de Brigada, en el campo de combate defendiendo al gobierno constitucional de Miguel Juárez Celman, durante la Revolución del Parque.  Fue designado Gobernador de Río Negro el 19 de agosto de 1891.
Fue Comisionado Municipal de Azul entre 1910 y 1911, designado por el gobernador Ignacio Darío Irigoyen, y se encargó de la transición para llamar a elecciones para un intendente y terminar con las sucesivas intervenciones que habían comenzado en 1906 por decreto del gobernador Marcelino Ugarte con el asesinato en una sesión del presidente del Consejo Deliberante, Eufemio Zavala y García.
Fue Presidente del Club de Pescadores de la Capital Federal en tres oportunidades, siendo su primer presidente.